# 温扎廖
温扎廖（義大利語：Vinzaglio），是意大利诺瓦拉省的一个市镇。总面积15平方公里，人口610人，人口密度40.7人/平方公里（2009年）。ISTAT代码为003164。